# 中央区立銀座中学校
中央区立銀座中学校（ちゅうおうくりつ ぎんざちゅうがっこう）は、東京都中央区銀座に所在する区立中学校。略称は｢ぎんちゅう｣。

## 概要
学区域については京橋地域全域。1984年（昭和59年）統廃合により現在地に開校。通称：銀中。朝日新聞社の裏手に校舎が所在している。近年京橋地域内の公立小学校からの進学者が減少している。近隣の中学校と同様、中学校入学時から越境通学する生徒の割合が高いため生徒数は維持されている。教科指導では習熟度別授業や少人数授業を以前から実施している。
中央区では、唯一の特別支援学級がある。

## 沿革
- 1984年（昭和59年）
  - 4月1日 - 中央区立第一中学校・第二中学校を統合、中央区立銀座中学校が開校。当時の全校生徒数は811名（新入生281名）。
  - 5月26日 - 開校記念式典・校歌発表会（校歌：作詞高田敏子、作曲岩河三郎）。
- 2023年（令和5年）1月 - 全教科 研究奨励校となる[1]。

## 特色
- 菅平移動教室（2年）
- 卒業遠足（江ノ島）

## 部活動
- 男子バスケットボール部
- 女子バスケットボール部
- ソフトテニス部（男女）
- 男子バレーボール部
- 女子バレーボール部
- 陸上部
- 剣道部
- サッカー部

文化部
- 家庭科部
- 吹奏楽部
- 英語部
- 茶道部

## 著名な出身者
- 中山千夏 - 旧明石中、タレント・政治家
- 四家秀治 - 旧第一中1974年卒、アナウンサー
- 三州ツバ吉 - 銀座中、格闘家、プロレスラー
- 尾上松也 - 銀座中、歌舞伎役者
- 土佐兄弟 - 銀座中、お笑いコンビ
- 大橋武尊 - 銀座中、プロ野球選手
- 福田悠太 - 銀座中、ジャニーズ

## 交通
- 都営地下鉄大江戸線 築地市場駅
- 東京メトロ日比谷線・都営地下鉄浅草線 東銀座駅
- JR線・東京メトロ銀座線・都営地下鉄浅草線・東京臨海新交通臨海線（ゆりかもめ） 新橋駅